# Easington (dystrykt)
Easington – były dystrykt w hrabstwie Durham w Anglii. W 2001 roku dystrykt liczył 93 993 mieszkańców.

## Civil parishes
- Castle Eden, Dalton-le-Dale, Easington Colliery, Easington Village, Haswell, Hawthorn, Horden, Hutton Henry, Monk Hesleden, Murton, Nesbitt, Peterlee, Seaham, Seaton with Slingley, Sheraton with Hulam, Shotton, South Hetton, Thornley, Trimdon Foundry, Wheatley Hill i Wingate[2].